# بدن مسیح (فیلم)
بدن مسیح (لاتین: Corpus Christi) فیلمی درام به کارگردانی یان کوماسا است که در سال ۲۰۱۹ منتشر شد. این فیلم در نود و دومین دوره جوایز اسکار نامزد جایزه اسکار بهترین فیلم بین‌المللی شده‌است.

## داستان کلی
دانیل در حال گذراندن حکم خود در بازداشتگاه جوانان برای قتل درجه دوم است که لحاظ معنوی رشد می‌کند، اما زمینه جنایی وی مانع از این می‌شود که پس از آزادی، به رؤیای خود که کشیش شدن است دست پیدا کند. وی به کار در یک کارخانه چوب بری در یک شهر کوچک منتقل می‌شود اما به جای آن به کلیسای محلی آن جا می‌رود و وانمود می‌کند که کشیش است. رئیس آن کلیسا، دانیل را ملاقات می‌کند و دروغ او را باور می‌کند. کشیش اصلی کلیسا که مشکل مشروبات الکلی دارد، برای ترک الکل مدتی از آن جا می‌رود و امور کلیسا را به دانیل می‌سپرد. دانیل شروع به انجام تمام وظایف کشیش می‌کند و از آن لذت می‌برد.
مردم از روشهای غیرمتعارف او، حتی ادعای غیرمنتظره او از منبر مبنی بر اعلام قاتل بودن (به‌طور غیرمستقیم)، لذت می‌برند، اما وقتی او شروع به سؤال از یک اتفاق تصادف رانندگی اخیر می‌کند، مردم احساسات متفاوتی پیدا می‌کنند. او هرچه بیشتر اوقات خود را در آنجا می‌گذراند، بیشتر به کشف رازهای عمیق شهر کوچک پی می‌برد. هنوز مشخص نیست که آیا تصادف خودرو واقعاً تصادف بوده‌است یا نه، اما شهردار اصرار دارد که این موضوع به بن‌بست رسیده‌است. بزرگ‌ترین نقطه بحث این است که آیا راننده متخلف که از اهل محل است، مجاز است در کنار قربانیان دیگر در قبرستان این شهر دفن شود یا نه. دانیل می‌فهمد که پس از ماه‌ها، خاکسترهای جنازه راننده، وجود دارد و هنوز هم در هیچ‌کجا دفن نشده‌است، و بسیاری از افراد در این شهر نامه‌های نفرت‌انگیز و تهدیدآمیز را به بیوه او ارسال کرده‌اند. او و دوست جدیدش الیزا در این باره با مردم شهر مقابله می‌کنند و نامه‌ها را با دست خود به آنها نشان می‌دهند و دانیل تصمیم می‌گیرد با یک تشییع جنازه در قبرستان به جلو برود. الیزا به دلیل بیرون آوردن نامه‌ها، توسط مادرش از خانه بیرون انداخته می‌شود، و از دانیل می‌خواهد که در خانه او بماند که این کار به عشق بازی این دو ختم می‌شود.
در طول مراسم خاکسپاری، بسیاری از اهالی شهر نفرت خود را کنار می‌گذارند و احترام می‌گذارند. در پایان مراسم، کشیش از بازداشتگاه جوانان دانیل وارد می‌شود، با بیان اینکه کشیش جدید این شهر عامل تحریک است. او به دانیل می‌گوید که وسائل خود را فوراً جمع کند، اما دانیل از یک پنجره فرار می‌کند و برای مراسم «خداحافظی تدفین» خود به کلیسا می‌رود. در حین مراسم، لباس کشیشی و پیراهن خود را درمی‌آورد و تمام خالکوبی‌های خود را نشان مردم می‌دهد و کلیسا را ترک می‌کند. دانیل را به زندان می‌فرستند و در آنجا مجدداً باید با برادر مردی که به قتل رسانده روبرو شود.